# エドムント・シュトイバー

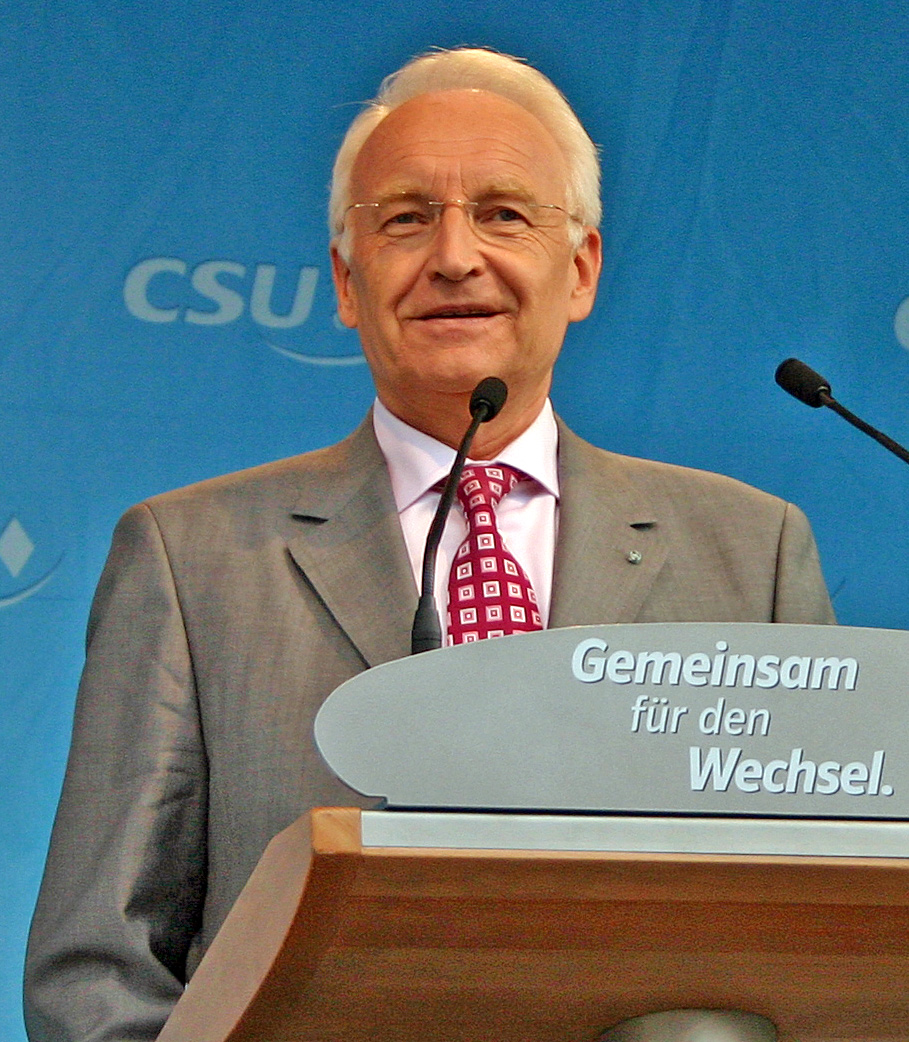
選挙演説するエドムント・シュトイバー（2005年9月13日、ヴュルツブルクにて）

エドムント・リュディガー・シュトイバー（Edmund Rüdiger Stoiber、1941年9月28日 - ）は、ドイツの政治家、法学博士。1993年から2007年までバイエルン州首相、1998年から2007年までキリスト教社会同盟（CSU）党首（議長）を務めた。2002年のドイツ連邦議会選挙では連邦首相候補として現職のゲアハルト・シュレーダーに挑んだが、僅差で敗れた。

## 経歴

### バイエルンを制す
ドイツ・オーストリア国境に近いバイエルン州オーバラウドルフ生まれ。カトリック。1968年に結婚して一男二女。兵役を終了したのち、1962年にミュンヘン大学に入学、1967年に卒業。レーゲンスブルク大学で助手を務め、1971年に法学博士号を取得。同年、優秀な成績で国家司法試験に合格し、バイエルン州地方開発・環境省に入省。1972年から二年間、同省事務次官個人補佐官及び大臣官房長。1974年、CSUから出馬してバイエルン州議会議員に初当選、2007年の引退まで30年以上にわたり議席を保持する。1978年、弁護士免許取得。同時期、バイエルン州宝くじ協会のインハウスローヤー（組織内弁護士）を務める。
1978年から83年まで、バイエルン州首相でCSU党首のフランツ・ヨーゼフ・シュトラウスの下で党事務局長。辣腕を発揮し政敵から「金髪のギロチン」とあだ名された。事務局長として1980年の連邦議会選挙を取り仕切る。この選挙でシュトラウスは連邦首相候補として現職のヘルムート・シュミット（ドイツ社会民主党＝SPD）に挑んだものの敗れた。1982年、バイエルン州のシュトラウス内閣で官房長官。1988年、シュトラウスの急死によりマックス・シュトライブルが州首相に就任すると、その内閣で内務大臣に就任。1989年、CSU副党首に就任。
1993年、シュトライブルがスキャンダルで辞任すると、シュトイバーは急遽その後任に選出され、1993年6月17日にバイエルン州首相に就任。1995年から一年間、地方代表が集まる連邦参議院議長を兼任。バイエルン州首相として高い支持率を誇り、1994年と1998年の州議会選挙では得票率5割以上の絶対多数を成し遂げる。その後もバイエルンでは州首相として圧倒的な強さを発揮し、2003年の州議会選挙では57.3％の低投票率ながらついに得票率6割を超え、CSUが州議会議席の三分の二以上を占めることになった。

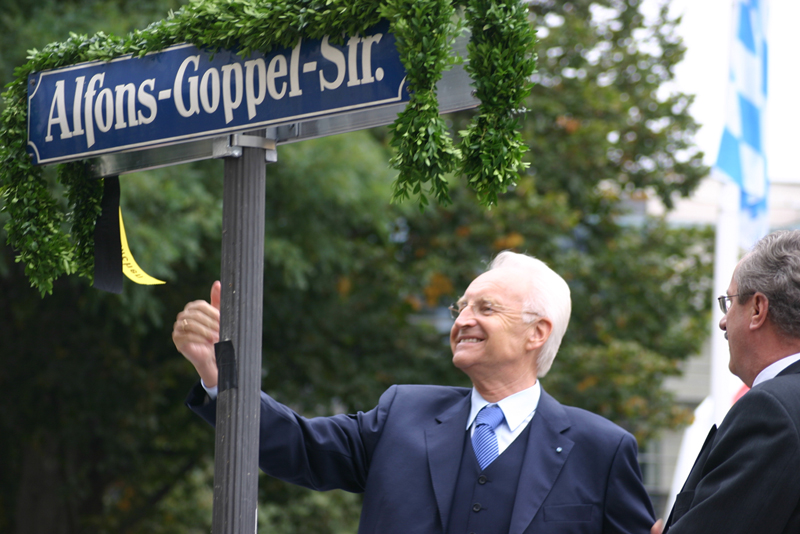
エドムント・シュトイバー（2005年10月1日、ミュンヘン市内）

一方連邦議会では、1998年の選挙でCSUの姉妹政党キリスト教民主同盟（CDU）が大敗、コール政権が退陣に追い込まれた。同内閣で財務相を務めていたテオドール・ヴァイゲルはCSU党首を辞任。そのCSU党内の政敵だったシュトイバーが翌年1月にCSU党首に選出され、バイエルン州首相と兼任した。これにより、師匠であるシュトラウスが果たせなかった、初のバイエルン出身の連邦首相実現に一歩近づいた。

### 中央政界への意欲
そのチャンスである2002年の連邦議会選挙が近づくと、CDU党首に就任していたアンゲラ・メルケルとの調整が必要になった。メルケルは最大野党CDUの党首ではあるが実績の少なさが不安視されており、地方政治家ながら経験十分なシュトイバーを推す声が強かったためである。2002年1月11日、両者がバイエルンにあるシュトイバーの自宅で朝食を共にして協議した結果、CDU/CSU共同の連邦首相候補としてシュトイバーが立つことになった。シュトイバーは大衆紙「Bild am Sonntag」の元編集長を選挙参謀に迎え、失業率の改善、旧東ドイツの開発推進、国内の安全保障などを争点に現職のゲアハルト・シュレーダーに挑んだ。シュレーダーは迫りつつあったイラク戦争を争点に持ち出し明確な反対意志を示して巻き返しを図り、9月22日に行われた選挙はSPD・緑の党連立政権の辛勝という結果に終わった。バイエルンによる中央政界制覇というシュトラウス、そしてシュトイバーの念願は果たせなかった。
2004年、フランスのジャック・シラク大統領とシュレーダー首相はシュトイバーを欧州委員会委員長に推したが、シュトイバーは固辞した。同年のドイツ大統領選挙でもシュトイバーを推す声があったが、実権のない大統領職は彼には問題外であった。シュレーダー政権の弱体化により、2005年9月に連邦議会選挙が前倒し実施されたが、このときCDU/CSUの首相候補として立ったのは前回身を引いたアンゲラ・メルケルであった。ところが議席減かつ僅差ながらCDU/CSUは第一党の座をかろうじて確保し、長い連立協議の結果メルケルを首班とするCDU/CSU・SPDによる「大連立」内閣が発足することになる。重鎮シュトイバーは経済相として入閣する予定であったが、11月1日になって突然、入閣せずバイエルン州首相に留まると表明した。シュトイバーは理由として、SPD党首フランツ・ミュンテフェーリングが党首を辞任したことを挙げたが、実際にはシュトイバーの目論見では経済相と研究教育相を兼ねた「スーパー大臣」になるはずであったのに、研究教育相のポストにアンネッテ・シャーヴァンが内定したことにつむじを曲げたためであるといわれている。当選したばかりの連邦議会議員の椅子もひと月足らずで捨て、シュトイバーはバイエルンに戻った。

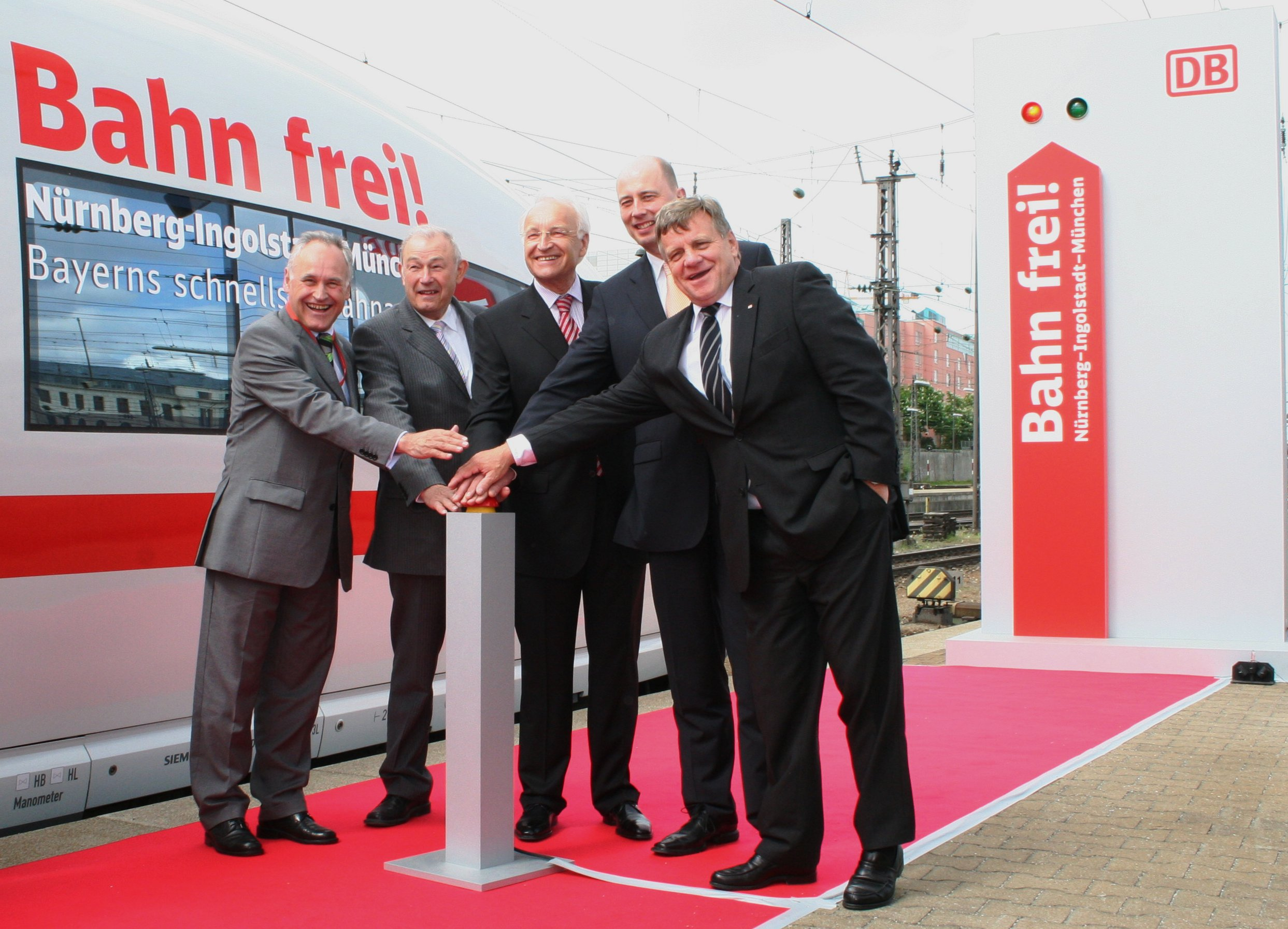
2006年5月13日、ミュンヘン‐ニュルンベルク間のICE開通式に出席したシュトイバー（中央）。左からフーバー経済相、ベックシュタイン内相、シュトイバー、ティーフェンゼー連邦交通・建設相、メードルン・ドイツ鉄道総裁

中央政界とバイエルンの間で揺れる優柔不断なシュトイバーの態度には、CSU内部からも州首相として信を問うべきとの批判の声があがった。ガブリエレ・パウリがシュトイバーの再出馬に公然と反対すると、党内に通低していたその声が噴出し、ついに2007年1月18日、シュトイバーは9月に州首相を辞し次期党首選挙にも立候補しないと表明した。バイエルン州経済相のエルヴィン・フーバーが9月27日に後任のCSU党首に選出され、バイエルン州内相ギュンター・ベックシュタインが10月9日に後継の州首相に就任し、シュトイバーは全ての公職から退いた。
退任後のシュトイバーには欧州委員会やさまざまな企業から声がかかっている。ドイツ人の例にもれずサッカー・ファンである彼は、バイエルン・ミュンヘンの経営委員、またSpVggウンターハヒンク、TSV1860ミュンヘンの会員でもあり、プロスポーツに深く関わっている。フランツ・ベッケンバウアーとも親しく、2002 FIFAワールドカップ日韓大会の際は横浜で行われた決勝戦を観戦し（その年の選挙に連邦首相の座を賭けて激突するシュレーダー首相も共に観戦）、ベッケンバウアーの配慮で準優勝した代表チームと共にドイツに凱旋した。

## 政治的傾向
バイエルンはドイツでもっとも保守的で、伝統的なキリスト教的価値観が強い地方である。保守政党の強固な地盤であると言われ、その与党であるCSUは「CSUより右に民主的政党はあり得ない」（すなわち極右政党を除けば最右翼）と言われるほどである。シュトイバーはそのようなバイエルンの政治風土を体現する政治家で、結婚、婦人、同性愛、外国人といった問題での彼の強硬な発言はしばしば物議を醸してきた。以下に彼の政治的傾向を挙げる。
- 財政建て直し、健全財政を主張。技術開発[5]による積極的な成長戦略を推進し、ユーロ導入やヨーロッパ経済の一体化、グローバル化には肯定的。なおバイエルンはドイツでもっとも裕福な地域の一つである。各州が累積赤字に苦しむ中、バイエルン州は緊縮財政により2006年に均衡財政を達成した。
- 第二次世界大戦後のドイツ人追放について、チェコやポーランドに謝罪や補償を求めている。チェコのEU加盟承認にこの問題をリンクさせよと主張。シュトイバー自身の夫人を含め、バイエルン住民の三分の一は敗戦後に東欧から流入したドイツ人難民の子孫である。
- 移民受け入れに寛容な姿勢を示したシュレーダー政権の移民法に反対。1988年にはドイツが「混合・混血社会になる」と警告する発言をして謝罪に追い込まれたことがある（1988年）。標準文化（Leitkultur）を主張し、移民に「ドイツ人」としてドイツ語の知識と民主主義の精神を要求。
- 徴兵制継続に賛成。
- シュレーダー政権が推進した同性婚制度導入に強硬に反対し、連邦憲法裁判所に提訴した。
- 2006年のレバノン紛争後の国際連合平和維持活動へのドイツ連邦軍の参加問題については、ユダヤ人国家イスラエルとの歴史的関係から、中立的立場を守ることは困難であるとして否定的だった。結局ドイツは地中海での海上阻止行動のため海軍を派遣した。

## 語録
- 「ナチスが何よりも第一義的に社会主義者であり、大規模かつ広範に全体主義的な問題解決を図り実行したということを、我々はこれまで曖昧にしてきました」（1979年、CSU党大会にて）
- 「同性婚の税制上や相続上の同権について認めることを議論するのなら、同時に悪魔崇拝について議論することだって出来る」（1991年）
- 「（同性愛問題などでの）同権政策は、次期首相に女性をと強制することになるだろう」（2000年。※皮肉のつもりで言ったが実際にそうなった）
- 「我々は、（ドイツで）キリスト教的・ヨーロッパ的文化が標準文化として維持され、ゴチャゴチャにならないことを望む」（2000年）
- 「残念ながら（ドイツの）どこにでもバイエルンのように利口な人びとが居る訳じゃない」（2005年8月、バイエルンでの選挙演説）
- 「（サッカーの）世界一になりたいなら、ブラジルを倒せばいいのであって、ブラジルに対してデモしてどうするんだ」（2005年、グローバリゼーションとその反対派のデモについてのコメント）
- 「ドイツのテレビには崩壊家庭しか出てこない。『シンプソンズ』以外にまともな家族は出て来ないじゃないか」（2006年）
- 「我々には二人ともユーモアがある。彼女は実践上、私は理論上ね」（2006年、夫人と自分について尋ねられて）
- 「ドイツでは基本法（憲法）が有効であってシャリーアじゃない!」（2007年）
- 「ドイツに来て外国人として故郷に居るのと同じように暮らしたいというなら、故郷に居ればいいじゃないか!」（2007年）